# Кубацький Анатолій Львович
Анатолій Львович Кубацький (рос. Анатолий Львович Кубацкий; 1 листопада 1908, Москва, Російська імперія — 29 грудня 2001, Москва, Росія) — радянський і російський актор театру і кіно.

## Біографія
Працював з 1928 р. у Центральному дитячому театрі, а в 1942—1957 рр. — в Театрі ім. В. Маяковського. Похований у Москві на П'ятницькому кладовищі.
У кіно зіграв близько п'ятдесяти ролей. Знімався у багатьох фільмах Олександра Роу, створив цілу галерею казкових персонажів, у тому числі в кінострічках: «Марія-майстриня» (1959), «Вечори на хуторі біля Диканьки» (1961), «Королівство кривих дзеркал» (1963), «Морозко» (1964), «Вогонь, вода та … мідні труби» (1967), «Варвара-краса, довга коса» (1969), «Цибуліно» (1973) та ін. Також брав участь в озвучуванні мультфільмів.
Грав в українських фільмах: «Нові пригоди Кота в чоботях» (1957, дідусь і Король), «Партизанська іскраа» (1958, староста Каль), «Серце не прощає» (1961, епіз.), «Сеспель» (1970, лікар).

## Фільмографія
- 1929 — Прості серця — Федька
- 1938 — У людях — денщик Ермохін
- 1944 — Зоя — німецький солдат
- 1952 — Ревізор — слуга трактирний
- 1953 — Випадок в тайзі — Микита Степанович
- 1954 — Море студене — дід Никифор
- 1955 — Земля і люди — Болтушок
- 1956 — Два життя (короткометражний) — дід
- 1956 — Вбивство на вулиці Данте — Ісидор
- 1957 — Справа була у Пенькові — Василь Миколайович Глечиков
- 1957 — Загін Трубачова бореться — дід Михайло
- 1957 — Партизанська іскра — пан Каль
- 1958 — Нові пригоди Кота в чоботях — дідусь Люби / сумовитий, шаховий король
- 1958 — Сорока-злодійка Угрюмов
- 1958 — Біля тихої пристані — Купріянов
- 1959 — Василь Суриков — Тюлькин
- 1959 — У степовій тиші — Солонтай
- 1959 — Жорстокість — візник
- 1959 — Марія-майстриня — Водокрут XIII
- 1960 — Хліб і троянди — Онисим Охапкин
- 1961 — Вечори на хуторі біля Диканьки — кум Панас
- 1961 — Водяний (короткометражний) — Овсій Нікодімич Пестриков
- 1961 — Серце не прощає
- 1962 — Веселі історії — керосинник
- 1962 — Яблуко розбрату — дід Селівон
- 1963 — Королівство кривих дзеркал — Йагупоп 77-й
- 1963 — Понеділок — день важкий — епізод
- 1964 — Далекі країни — Петунін
- 1964 — Морозко — отаман розбійників
- 1965 — Серце матері — Степанич
- 1966 — Коли грає клавесин (короткометражний) — пасажир річкового трамвайчика
- 1966 — Втамування спраги — Лузгін
- 1967 — Анна Кареніна — Матвій
- 1967 — Вогонь, вода та... мідні труби — одноокий
- 1968 — Сільський детектив — старий колгоспник Іван
- 1968 — Щит і меч — группенфюрер Франц
- 1969 — Варвара-краса, довга коса — дяк Афоня
- 1969 — Казка про казку (короткометражний) — старий
- 1970 — Діти (короткометражний)
- 1970 — Сеспель — доктор
- 1970 — Щасливий Кукушкін (короткометражний) — тато Людмилочки
- 1972 — Приваловські мільйони — Бельмонте
- 1972 — Врятоване ім'я — Кайтан
- 1972 — Чиполліно — староста Баклажан
- 1974 — Північна рапсодія — любитель хокею
- 1975 — Концерт для двох скрипок — дід Єкімов Опанасович
- 1978 — Дуенья — настоятель Пабло
- 1983 — Хабар. З блокнота журналіста В. Цветкова — товстун
- 1992 — Гріх — Віккентій Степанич

### Озвучування
- 1947 — Коник-Горбоконик — 2-й брат
- 1955 — Зачарований хлопчик — Гном
- 1959 — Скоро буде дощ
- 1965 — Ваше здоров'я! — доктор
- 1965 — Портрет — Тигр
- 1967 — Пісенька в лісі
- 1967 — Казка про золотого півника
- 1969 — Пластиліновий їжачок — їжак
- 1970 — По щучому велінню — цар
- 1972 — Куди летиш, Вітар? — професор
- 1974 — Пригоди Чичикова. Ноздрьов
- 1975 — Як верблюденя і ослик у школу ходили — Ворон-учитель
- 1975 — Коник-Горбоконик — Гаврило